# Otto Andrae
Otto Andrae (* 23. Mai 1941 in Rüschlikon; † 3. Februar 2021) war ein Schweizer Trompeten- und Posaunenspieler aus dem Kanton Zürich, der sich vorwiegend dem Jazz widmete.

## Werdegang
Seine musikalische Laufbahn startete er im Bereich der Blasmusik. Er spielte bei der Jugendmusik in Zürich und leitete als 15-Jähriger eine Dixielandband. In der Rekrutenschule wurde er zum Militärtrompeter ausgebildet und spielte Posaune in der Swiss Army Band. Seit den frühen Sechzigerjahren ist er ein festes Mitglied der The Saints Jazz Band unter der Leitung von Romeo Borbach. The Saints ist eine der ältesten Jazzbands, obschon ihr in der Anfangsphase infolge des häufigen Personalwechsels das Ende drohte. Durch seine langjährige Mitgliedschaft hat Otto Andrae zur personellen Stabilität der Band beigetragen.
Er wurde auch vom Orchester des Circus Nock engagiert und spielte in weiteren Bands wie
- Tuxedo Ramblers,
- Canal Street Jazzband,
- The City Jazz Group,
- The Swingin’ Friends,
- Liberty Jazzband,
- Oty’s JazzCrew,
- MHW-Big Band,
- Jazz GmbH,
- Züri Oberland Jazz Band,
- Harrys Satchmo All Stars,
- Zürich All Stars (Stellvertreter des Bandleaders).
- Bauchnuschti Stompers (Bandleader)

Diese Bands spielen oder spielten grösstenteils Dixieland und Mainstream.

## Auswahldiskographie
- Zürich All Stars feat. Judy Emeline: Skokiaan (2006)
- The Saints Jazz Band: Golden Jubilee (2002)
- The Saints Jazz Band: 44 Years (1996)
- Harrys Satchmo All Stars: Back from New Orleans (1995)
- The Saints Jazz Band: Jubilee 40 Years (1992)
- The Saints Jazz Band: Still Swinging Strom (1985)
- The Saints Jazz Band: Les Oignons (1979)